# Кокорина, Эльвира Валентиновна
Эльви́ра Валенти́новна Коко́рина (18 сентября 1932, Варшава — 2 мая 2015) — советская и российская артистка балета и педагог, Заслуженный деятель искусств РФ, профессор, заведующая кафедрой методики преподавания классического и дуэтно-классического танца Академии русского балета им. Вагановой.

## Биография
Эльвира Кокорина — одна из последних учениц Агриппины Вагановой (выпуск 1950 года). По окончании Ленинградского хореографического училища была принята в балетную труппу Ленинградского театра оперы и балета им. Кирова. В репертуаре балерины были партии в балетах классического наследия, среди которых: Фея Нежности и вариации драгоценных камней («Спящая красавица»), Одетта-Одиллия, 2-ка и 4-ка лебедей («Лебединое озеро»), 2-ка вилис («Жизель»), Grands Pas («Раймонда»), Прелюд («Шопениана»), «Умирающий лебедь».
С 1972 года преподавала классический танец в Ленинградском хореографическом училище (в настоящее время — Академия русского балета им. А. Я. Вагановой), занимала должность заведующей кафедрой методики преподавания классического и дуэтно-классического танца, профессор. За время своей педагогической деятельности воспитала несколько поколений артисток балета. Среди её учениц — Ирина Колесникова.
Являлась членом жюри Международного конкурса детского и юношеского творчества «Будущее планеты» (Санкт-Петербург).

## Признание
- Заслуженный деятель искусств РФ.